# Ronde van Gatineau
De Tour de Gatineau is een wielerwedstrijd voor vrouwen in de stad Gatineau in de Canadese provincie Quebec. De wedstrijd wordt vanaf 2010 jaarlijks verreden in de eerste week van juni onder de naam Grand Prix cycliste de Gatineau en valt in de UCI 1.1-categorie. Vanaf 2023 wordt de wedstrijd verreden in september. De eerste editie werd gewonnen door de Canadese Joëlle Numainville. In 2015 won de Nederlandse Kirsten Wild.
In dezelfde week wordt ook de tijdrit Chrono Gatineau verreden.

## Erelijst
| Jaar                    | Winnaar             | Tweede                | Derde                   |
| ----------------------- | ------------------- | --------------------- | ----------------------- |
| 2010                    | Joëlle Numainville  | Joanne Kiesanowski    | Modesta Vžesniauskaitė  |
| 2011                    | Giorgia Bronzini    | Joëlle Numainville    | Theresa Cliff-Ryan      |
| 2012                    | Ina-Yoko Teutenberg | Rochelle Gilmore      | Alona Andruk            |
| 2013                    | Shelley Olds        | Joëlle Numainville    | Katarzyna Pawłowska     |
| 2014                    | Denise Ramsden      | Flávia Maria Oliveira | Jasmin Glaesser         |
| 2015                    | Kirsten Wild        | Joëlle Numainville    | Christine Majerus       |
| 2016                    | Kimberley Wells     | Joëlle Numainville    | Leah Kirchmann          |
| 2017                    | Leah Kirchmann      | Kirsti Lay            | Kendall Ryan            |
| 2018                    | Lauren Hall         | Alison Jackson        | Sara Bergen             |
| 2019                    | Leah Kirchmann      | Allison Beveridge     | Kristabel Doebel-Hickok |
| niet verreden 2020-2022 |                     |                       |                         |
| 2023                    | Megan Jastrab       | Alison Jackson        | Skylar Schneider        |
| 2024                    | Letizia Paternoster | Marlies Mejías        | Sarah Van Dam           |

 Overwinningen per land 
| Overwinningen | Land                            |
| ------------- | ------------------------------- |
| 4             | Canada                          |
| 3             | Verenigde Staten                |
| 2             | Italië                          |
| 1             | Australië, Duitsland, Nederland |